# Marceli I
Marceli I (zm. 16 stycznia 309 w Rzymie) – męczennik i święty Kościoła katolickiego, 30. papież w okresie od 27 maja 308 do 16 stycznia 309.

## Życiorys
Po śmierci św. Marcelina przez trzy lata – ze względu na prześladowania chrześcijan – nie można było wybrać biskupa Rzymu. Gdy prześladowania zelżały, za panowania cesarza Maksencjusza wybrano Marcelego. Zajmował się głównie reorganizacją Kościoła, był autorem systemu opieki nad cmentarzami. Podzielił Kościół rzymski na 25 parafii, którymi rządzili prezbiterzy. W 309 został on jednak wygnany przez cesarza Maksencjusza, gdyż papież nakładał bardzo surowe pokuty na apostatów pragnących powrócić do Kościoła i powodowało to niepokoje. W tym samym roku następca św. Piotra zmarł, a jego miejsce zajął Euzebiusz.
Legenda w „Passio Marceli” podaje, że cesarz zamienił kościół papieża w stajnie poczty cesarskiej, a Marceli był tam stajennym.
Jego szczątki doczesne sprowadzono do Rzymu i pochowano w katakumbach Pryscylli przy Via Salaria.

## Kult
Jego święto przypada na 16 stycznia.

### Ikonografia
W ikonografii święty przedstawiany jest w stroju papieskim. Jego atrybutami są: dyscyplina, konie przy żłobie, osioł.

### Patronat
Jest patronem Raciborza oraz stajennych i masztalerzy.